# Tinigües
Els tinigües van ser un poble indígena que va habitar en les conques dels rius Yarí, Caguán i Guayabero en l'avui departament de Caquetá, Colòmbia. En la seva llengua, tinigua, es refereix als avantpassats: tíni 'antics' i gwá 'a la manera de' i probablement significava "paraula a la manera dels antics".

## Història
Els Tinigua van sofrir diversos episodis que van minvar en forma dràstica la seva població. Primer la explotacón del cautxú, després com a aliats dels Wuitotos es van enfrontar als muinane i carijones i degueren abandonar gran part del seu territori i assentar-se al nord d'aquest. Finalment van ser atacats per bandolers comandats per Hernando Palma qui en 1949 va assassinar tota la comunitat, la qual cosa va causar la seva extinció, de manera que en 1994 solament sobrevivien dos ancians germans entre si, a la Sierra de la Macarena, Meta: don Sixto (80 anys en 2013) i don Criterio (mort). Don Sixto diu que parla la llengua amb el seu déu tinigua Janiniye i amb les seves gallines, encara que per la seva edat ja no pot caçar ni pescar a la manera tradicional amb arc i fletxes. És l'últim hereu d'una cosmovisió, medicina, llengua i tradicions d'un poble desaparegut.
Les primeres referències sobre aquest grup les van fer el sacerdot Justo de San Martivell i el missioner caputxí Gaspar de Pinell. Els vocabularis recollits pels caputxins Estanislau Les Corts i Fructuoso de Manresa (1936), i per Francisco de Igualada i Marcelino Castellví, van servir a aquest per a publicar en 1940 el primer estudi sobre la llengua Tinigua.

## Llengua
D'acord amb Nubia Tobar, que va entrevistar a alguns dels últims parlants de la llengua, aquesta tenia sis vocals bàsiques orals organitzades en tres graus d'obertura: alt, mitjà, i baix; i tres posicions: anterior, central i posterior; cadascuna de les quals amb el seu corresponent glotalizada i allargada. Les 22 consonants eren p, ph (aspirada), t, th (aspirada), ty (palatal), ts (africada), k, kh (aspirada), kw (labiovelar), b, d, i (oclusiva palatal sonora), g, m, n, ñ,
f, s, z (fricativa alveolar sonora), h (fricativa glotal sorda), che (africada palatal), i la semivocal w. La llengua es va creure perduda fins que es localizaro dos parlants ancians en la dècada de 1990. Presumiblement la llengua està extingida en l'actualitat.
El Tinigua s'ha agrupat en una família Tinigua-Pamigua, des que Castellví va demostrar l'afinitat de les dues llengües, aprofitant els vocabularis Pamigua recol·lectats per F. Toro i publicats per Ernst. Dels Pamigua se sap per Rivero, que vivien entre Concepción de Arama (Meta) i el Guaviare, però s'ignora qualsevol dada sobre la seva desaparició.